# Harpiniopsis naiadis
Harpiniopsis naiadis är en kräftdjursart som beskrevs av J. L. Barnard 1960. Harpiniopsis naiadis ingår i släktet Harpiniopsis och familjen Phoxocephalidae. Inga underarter finns listade i Catalogue of Life.